# Buffalo Soapstone (Alasca)
Buffalo Soapstone é uma Região censo-designada localizada no estado americano de Alasca, no Distrito de Matanuska-Susitna.

## Demografia
Segundo o censo americano de 2000, a sua população era de 699 habitantes.

## Geografia
De acordo com o United States Census Bureau, a localidade tem uma área de 58,5 km², sem área coberta por água.

## Localidades na vizinhança
O diagrama seguinte representa as localidades num raio de 16 km ao redor de Buffalo Soapstone. 